# Малка Антанта
Малката Антанта е външнополитически съюз между Чехословакия, Румъния и Югославия насочен срещу Унгария и унгарския иредентизъм. Цели да запази статуквото по Трианонския договор и да препятства немската експанзия към Балканите и възвръщането на Хабсбургите на унгарския трон. Съществува в периода 1920 – 1938, като края ѝ бележи Мюнхенското споразумение.